# Província de Sidi Slimane
La província de Sidi Slimane (en àrab إقليم سيدي سليمان, iqlīm Sīdī Slīmān; en amazic ⵜⴰⵙⴳⴰ ⵏ ⵙⵉⴷⵉ ⵙⵍⵉⵎⴰⵏ, tasga n Sidi Sliman) és una de les províncies del Marroc, fins 2015 part de la regió de Gharb-Chrarda-Béni Hssen i actualment de la de Rabat-Salé-Kenitra. Té una superfície de 1.492 km² i 292.877 habitants censats en 2004. La capital és Sidi Slimane. Fou creada en 2009 amb una part de la província de Kénitra.
Limita al nord amb la província de Sidi Kacem al sud-est amb la prefectura de Meknès (regió de Fes-Meknès), al sud amb la província de Khémisset i l'oest amb la província de Kénitra.

## Divisió administrativa
La província de Sidi Slimane consta de 2 municipis i 9 comunes:
| Nuclis de població      | Habitants (2 set. 1994) | Habitants (2 set. 2004) |
| ----------------------- | ----------------------- | ----------------------- |
| Sidi Slimane (M)        | 69.645                  | 78.060                  |
| Sidi Yahya El Gharb (M) | 29.965                  | 31.705                  |
| Azghar                  | 10.340                  | 9.972                   |
| Boumaiz                 | 19.260                  | 20.419                  |
| Dar Bel Amri            | 27.429                  | 31.453                  |
| Kceibya                 | 19.914                  | 23.218                  |
| M'Saada                 | 17.566                  | 18.879                  |
| Oulad Ben Hammadi       | 11.700                  | 12.100                  |
| Oulad H'Cine            | 25.982                  | 27.972                  |
| Sfafaa                  | 16.075                  | 18.799                  |